# Ayanz
Ayanz (Aiantz en euskera y cooficialmente) es una localidad española del municipio navarro de Lónguida.

## Historia
A mediados del siglo XIX, el lugar, que ya por entonces pertenecía al ayuntamiento de Lónguida, tenía contabilizados veinticuatro habitantes. La localidad aparece descrita en el tercer volumen del Diccionario geográfico-estadístico-histórico de España y sus posesiones de Ultramar de Pascual Madoz de la siguiente manera:

AYANZ: l. del valle y ayunt. de Lónguida en la prov., aud. terr. y c. g de Navarra, merind. de Sangüesa, part. jud. de Aoiz (1/2 leg.), dióc. de Pamplona (4), arciprestazgo de Ibargoiti: sit. á la izq. del r. Irati en un llano pintoresco, con libre ventilacion, y clima bastante sano. Tiene una sola casa ó palacio propio del conde de Ayanz, hoy marqués de Besolla, cuyo edificio de grandes dimensiones y suficiente para crecido número de hab., es obra de mucha solidez, descubriéndose en todas sus esterioridades los blasones del ant. feudalismo; y tiene 1 torre de 70 pies de elevacion con sus correspondientes almenas, y puerta de hierro. Tambien hay 1. igl. parr. dedicada á la Purísima Concepcion, servida por 1 cura. Confina el térm. por N. con el desp. de Guendulain, por E. con térm. de Murillo, por S. con el de Larrangoz, y por O. con el de Aos ó Agos; de cuyos puntos dist. 1/4 de leg. poco mas ó menos. Atraviesa esta circunferencia el mencionado r. Irati, cuyas aguas rodean el pueblo en sus avenida, y sirven para el gasto doméstico de los hab., abrevadero de ganados, y para regar algunos pedazos de terreno; sobre aquel hay 1 barca para comunicacion de las heredades que hay en sus opuestas márg. El terreno es bastante fértil, y abraza 520 robadas, de las cuales se cultivan 260, y de estas son 30 de primera calidad, 60 de segunda y 170 de tercera; hay entre ellas 20 plantadas de viña; y las destinadas á cereales rinden comunmente el 4 por 1 de sembradura. De las tierras incultas hay 60 robadas de prados naturales, otras tantas de bosques de árboles, 100 de maleza, y 40 baldias, que por su ínfima calidad, y porque necesitan demasiado trabajo y abono no pueden cultivarse. prod.: trigo, cebada, avena, maiz, legumbres, hortaliza, algun lino, vino, maderas de construccion, combustible, y buenas yerbas de pasto; cria ganado vacuno, mular, de lana, y cabrio; hay caza de varias especies, y pesca en el indicado r.: pobl. 3 vec., 24 alm.: contr. con el valle.
(Madoz, 1846, p. 196)

En 2022, la entidad singular de población tenía empadronados cuatro habitantes.

## Patrimonio
En la localidad está la torre de Ayanz.